# Meaux (East Riding of Yorkshire)
Meaux – wieś w Anglii, w hrabstwie East Riding of Yorkshire. Leży 11 km na północ od miasta Hull i 260 km na północ od Londynu.